# Plagues of Babylon
Plagues of Babylon är det amerikanska heavy metal/power metal-bandet Iced Earths elfte studioalbum. Albumet utgavs 6 januari 2014 av skivbolaget Century Media.

## Låtlista
1. "Plagues of Babylon" (Jon Schaffer) – 7:47
2. "Democide" (Schaffer/Stu Block) – 5:22
3. "The Culling" (Schaffer/Troy Seele/Block) – 4:26
4. "Among the Living Dead" (Schaffer/Seele/Block) – 5:14
5. "Resistance" (Schaffer/Seele/Luke Appleton/Block) – 4:49
6. "The End?" (Schaffer/Appleton/Block) – 7:13
7. "If I Could See You" (Schaffer) – 3:55
8. "Cthulhu" (Schaffer/Block) – 6:04
9. "Peacemaker" (Schaffer/Block) – 5:02
10. "Parasite" (Schaffer/Seele/Block) – 3:30
11. "Spirit of the Times" (Sons of Liberty-cover) (Schaffer) – 5:05
12. "Highwayman" (Jimmy Webb-cover) (Jimmy Webb) – 3:12

## Medverkande
Musiker (Iced Earth-medlemmar)
- Jon Schaffer – sång (spår 12), sologitarr, rytmgitarr, akustisk gitarr, bakgrundssång
- Troy Seele – sologitarr, lap steel gitarr
- Stu Block – sång
- Luke Appleton – basgitarr

Bidragande musiker
- Raphael Saini – trummor
- Michael Poulsen – sång (spår 12)
- Russell Allen – sång (spår 12)
- Hansi Kürsch – sång (spår 1, 2, 4, 5, 7)
- Thomas Hackmann, Andrew Peters, Matt O'Rourke, Bonna Ross Bernal – bakgrundssång
- Daniel "Weiland" Schmitz, Christopher Jobi, David Hambach – militärtrumma

Produktion
- Jon Schaffer – producent, ljudmix
- Jörg Umbreit – ljudtekniker
- Vincent Sorg – ljudtekniker
- Toni Loitsch – assisterande ljudtekniker
- Hanno Lohse – assisterande ljudtekniker
- Kevin Paul – ljudmix
- Martin Skibba – ljudmix (assistent)
- Stefan Ernst – ljudmix (assistent)
- Sascha "Busy" Bühren – mastering
- Carsten Drescher – omslagsdesign
- Eliran Kantor – omslagskonst